# Ochropleura refulgens
Ochropleura refulgens là một loài bướm đêm trong họ Noctuidae.